# Analogie (lingvistică)
În lingvistică, analogia este o „asemănare parțială (de formă sau de conținut) a două elemente de limbă, care determină modificarea unuia dintre ele sub influența celuilalt”. Deseori, modificarea constă în „regularizarea unei forme sub presiunea altor forme cu care aceasta este asociată în funcție de anumite criterii”, dar poate fi vorba și de crearea de forme neregulate pornind de la unele regulate.
Procesul analogic poate fi diacronic, petrecându-se în cursul unei perioade din istoria limbii, ori sincronic, adică are loc în starea limbii la un anumit moment, numai la unii vorbitori sau unele categorii de vorbitori. În mod specific, fenomenul este sincronic în practicarea unei limbi străine de către un vorbitor care nu o posedă la nivelul unui vorbitor nativ, sau în cursul învățării limbii materne de către copii.
În istoria lingvisticii, noțiunea de analogie a fost folosită mai ales începând cu secolul al XIX-lea, de către Wilhelm Scherer și Hermann Paul, membri ai curentului în lingvistică numit al neogramaticilor. Aceștia au studiat schimbările fonetice din istoria limbilor, ajungând la concluzia că acestea au caracter de lege, adică un anumit sunet, într-un context fonetic dat, suferă în aceeași limbă și într-o anumită perioadă, aceeași schimbare în toate cuvintele. Constatând că există totuși excepții, unul din factorii prin care le explicau era analogia.
Analogia se manifestă în toate domeniile limbii: în sistemul fonetic, în sistemul morfologic, în domeniul lexical (prin formarea cuvintelor), în sistemul sintactic. Este un factor important al schimbării lingvistice, prin urmare al evoluției limbii.
În general, elementele rezultate din schimbările analogice diacronice sunt incluse în varietatea standard a limbii, dar cele sincronice sunt respinse de aceasta.

## În diacronie

### Analogie fonetică
La nivel fonetic, unele cuvinte nu au forma la care ar fi trebuit să ajungă conform regulilor schimbărilor fonetice, pentru că au fost influențate de forma mai multor cuvinte aparținând aceluiași câmp lexical. De exemplu, în limba română, forma numelui primei zile a săptămânii ar trebui să fie *lune, din latinescul Lunae, dar a devenit luni sub presiunea formei cuvintelor marți, miercuri, vineri. Analogia acționează și asupra împrumuturilor. De pildă forma octombrie (cu m neetimologic) se datorează presiunii analogice a cuvintelor septembrie, noiembrie, decembrie, în care m este etimologic..

### Analogie morfologică
La nivel morfologic, fenomenele analogice sunt deosebit de frecvente. Exemple în câteva limbi:
ro  Latinescul scio ar fi trebuit să dea în română forma *șiu, care a devenit știu sub influența celorlalte forme din paradigma verbului.
fr  O formă de viitor regulată din franceza veche, j’envoierai „voi trimite” (← envoyer „a trimite”) a devenit j’enverrai, neregulată în franceza modernă, sub influența altei forme neregulate, je verrai „voi vedea” (← voir „a vedea”), din cauza asemănării parțiale de pronunție dintre envoierai [ãvwa're] și voir [vwar].
en  Unele forme neregulate de trecut simplu din engleza veche au devenit regulate, ex. healp > helped (al verbului to help „a ajuta”), sub influența marii majorități a verbelor, care au la această formă temporală terminația -ed.
hu  Cuvinte care au avut în trecut două variante de radical, una cu sincopa celei de-a doua vocale la adăugarea unor anumite sufixe, și una fără sincopă la adăugarea altor sufixe, s-au regularizat prin analogie cu formele fără sincopă. Un astfel de cuvânt este, de pildă, homok „nisip”. Ca radical a avut și forma homk-, dar în limba actuală aceasta a dispărut, radicalul fiind homok- la toate formele.
cnr  Majoritatea substantivelor feminine au la cazul nominativ singular desinența -a, dar unele prenume feminine, precum Mare, Dese, Ike, au desinența -e prin analogie cu desinența de vocativ -e a femininelor cu nominativul în -a.

### Analogie lexicală
La nivel lexical, analogia se manifestă în formarea cuvintelor. Un procedeu ca derivarea se răspândește pe cale analogică, pe modele preexistente. Un exemplu în română este aplicarea sufixului -itate pentru a forma de la adjective substantive abstracte ce exprimă calitatea. Mai demult s-au format timid → timiditate sau fidel → fidelitate, iar mai recent, prin analogie cu acestea, periculozitate, spectaculozitate, operaționalitate, grațiozitate, rigurozitate etc.
În limba engleză, sufixul -ing este foarte productiv pentru a forma substantive nume de acțiuni, fiind frecvent în cuvinte vechi și formându-se cu el cuvinte noi prin analogie, cum este xeroxing, de la un nume de marcă. Uneori, formarea de cuvinte noi este precedată de reanalizarea morfologică a unui cuvânt inițial. Astfel, cuvântul german Hamburger „din Hamburg” a fost reanalizat în engleza americană în ham „șuncă” + -burger, cu al doilea element formându-se cuvinte ca cheeseburger (cheese „brânză”) sau turkeyburger (turkey „curcă/curcan”).
Uneori se împrumută cuvinte străine în care există un element de formare ce se combină prin analogie cu cuvinte autohtone. De pildă în limba croată se poate găsi un cuvânt ca žabodrom, cu žabo- de la žaba „broască”, cu elementul secund de compunere savantă -drom din hipodrom.
Integrarea împrumuturilor se face și prin adăugarea la ele a unor afixe autohtone, tot prin analogie cu aplicarea lor în formarea de cuvinte de la baze autohtone. Unele afixe sunt mai productive decât altele în acest proces. În limba maghiară, de exemplu, sufixul formator de verbe cu sensul „a se ocupa cu ceva”, -l, cu vocala de legătură -o- sau -e-, este foarte mult folosit în împrumuturi, ex. parkol „parchează”, szkennel „scanează”.

## În sincronie
În limbi care au varietate standard, analogia poate determina la vorbitori care nu o cunosc suficient dintr-un motiv sau altul, schimbări față de normele consfințite de aceasta. Astfel, în română, sub influența construcțiilor impersonale este/rămâne de făcut, unii vorbitori spun merită de făcut, trebuie de făcut. Acesta este un caz de analogie sintactică. Aici se înscrie și hipercorectitudinea, abatere de la standard din preocuparea de a se conforma normelor acestuia. Un exemplu de analogie fonetică hipercorectă este pronunțarea ștandard în loc de standard, numită hipergermanism, crezându-se că este un cuvânt de origine germană, limbă în care se pronunță astfel.
Tot prin analogie se regularizează forme neregulate consfințite de standard. Exemple:
fr  Unele cuvinte terminate la singular în -al, precum cheval [ʃval] „cal” au forma de plural neregulată chevaux [ʃvo], pluralul regulat având morfemul -s în scris, care este cel mai adesea nepronunțat, în acest caz forma de plural fiind aceeași în vorbire cu cea de singular. Cei care nu cunosc forma standard chevaux, scriu la plural chevals și pronunță cuvântul ca la singular. Alt exemplu este al cuvântului corespunzător cu „voi ziceți”. În standard, forma este vous dites [vu'dit], dar unii spun vous disez [vudi'ze], prin analogie cu aproape toate verbele, care au desinența -ez [e] la această formă. Există și fenomenul invers. Cuvântul chacal „șacal” are pluralul regulat chacals. Unii care știu că cuvintele terminate în -al au pluralul în -aux, ca cheval – chevaux, formează pluralul hipercorect chacaux.
en  Formele de trecut simplu neregulate ale verbelor go „a merge” → went, see „a vedea” → saw și know „a ști” → kneew se regularizează la goed, seed, respectiv knowed în unele dialecte și la vorbitori nenativi, prin analogie cu formele regulate.

## Metafora
Metafora este o figură de stil formată prin analogie. Se manifestă și în diacronie, și în sincronie.
Limba abundă în sintagme de tip metaforă formate în istoria limbii, numite metafore lingvistice. Se mai spune despre ele că sunt figuri împietrite, tocite sau cristalizate. Unele corespund cuvânt cu cuvânt în mai multe limbi, ex. ro  brațele unui fotoliu – fr  les bras d’un fauteuil – en  the arms of a chair – de  die Arme eines Sessels – pt  os braços de uma poltrona.
Limbajul tehnic și științific recurge și la metaforă pentru a numi realități noi. Astfel este cuvântul mouse (cu sensul inițial „șoarece”), împrumutat în română, dar tradus în alte limbi: fr  souris, hu  egér.
În argou, metafora este des folosită în mod voit, pentru a numi realități altfel decât în limba comună, de exemplu:
ro  boboc;
fr  cafetière „cap” (literal „cafetieră”);
en  snow „cocaină” (lit. „zăpadă”);
hu  kaptár „închisoare” (lit. „stup”).
Metafora poetică se manifestă în sincronie, fiind o creație personală, originală și unică, ex. E mâna ta în aer? Sau prima rândunică? / E tremur viu de pleoapă? Ori gingaș flutur viu? (Vasile Voiculescu).